# Number One (bière)
Pour les articles homonymes, voir Number One.
La Number One est une bière lager blonde calédonienne titrant à 5°. 

## Historique
La Grande Brasserie de Nouméa (GBN) est créée par Edouard Pentecost en 1969. Rapidement, son fils Michel Pentecost lui succède et recrute un maître brasseur alsacien, un certain Monsieur Louis. Ce dernier élabore une recette de bière qui voit le jour en 1972 : la Number One. En 1974, la GBN fusionne avec la GBC (Grande Brasserie Calédonienne), brasserie passée sous le contrôle de Heineken l'année précédente, pour devenir la GBNC (Grande Brasserie de Nouvelle-Calédonie).
En 2004, la GBNC lance le Panach One, un panaché contenant 20 % de Number One et titrant à moins de 1° d'alcool.

## Distinction
La Number One a reçu plusieurs prix internationaux, dont la médaille d'or de l'Institut international pour les sélections de la qualité (IISQ) de Bruxelles en 1993 .

## Anecdote
Une bière du même nom est également brassée en Côte d'Ivoire par  Les Brasseries Ivoiriennes.(LBI) 